# Hot Standby Router Protocol
Hot Standby Router Protocol (ホット・スタンバイ・ルータ・プロトコル・以下HSRPと略す) は、シスコシステムズ社製のルータに実装されている、ルータの多重化を行うためのプロトコル。文字通りホットスタンバイによる冗長化を行うものであり、ルーティングプロトコルではない。
各ルータに一つずつIPアドレスを振った上で、多重化されているルータ全体にさらに1つIPアドレスを割り当て、通信する際は全体用のIPアドレスに要求を送信する。実際の通信は1台のルータで行われるが、そのルータがダウンした場合には、別のルータに自動的に交代することができる。切り替えに必要な時間は1秒程度。同様の技術にVRRPがあるが、相互運用性はない。
類似の冗長化の技術の特許であるVRRPやCARPがHSRPの特許に抵触しているとシスコシステムズが主張したことがある。